# Wolfgang Gleißberg
Wolfgang Gleissberg (eigentlich: Gleißberg) (* 26. Dezember 1903 in Breslau; † 23. August 1986 in Oberursel) war ein deutscher Astronom, Mathematiker und Physiker.

## Leben und Werk
Gleissberg wuchs in seiner Heimatstadt als Sohn des Zigarrenfabrikanten Carl Gleißberg (1863–1927) und dessen Ehefrau Erna, geb. Wollstein (1872–1942) auf. Sein jüngerer Bruder war Gerhard Gleißberg. Er studierte Mathematik, Astronomie und Physik an den Universitäten in Berlin und Breslau. 1930 wurde er am Mathematischen Seminar der Universität Breslau zum Dr. phil. promoviert. Der Titel seiner Dissertation lautete „Die Bewegung einer rollenden Kreisscheibe als Problem der Variationsrechnung“.
Als Assistent an der Sternwarte Breslau interessierten ihn unter anderem Probleme des Sterninneren beispielsweise die Veränderung der lokalen Zustandsgrößen mit dem Radius. Ende 1933 wurde er nach dem Gesetz zur Wiederherstellung des Berufsbeamtentums wegen seines jüdischen Großvaters entlassen. Er emigrierte in die Türkei und baute gemeinsam mit dem ebenfalls emigrierten Erwin Freundlich an der Universität Istanbul einen Studiengang Astronomie auf, woraus ein Lehrbuch in türkischer Sprache hervorging. 1948 wurde er Professor für Astronomie an der Universität Istanbul und Direktor des Observatoriums. Ab 1953 lehrte er zugleich an der Universität Ankara. 
Besondere Verdienste erlangte er auf dem Gebiet der Sonnenfleckenforschung. Er entdeckte unter anderem den nach ihm benannten 80–90-jährigen Gleißberg-Zyklus. Aufgrund der verschiedenen Flecken-Zyklen erstellte er ein Vorhersage-Verfahren der Sonnenaktivität, das unter anderem Karl Rawer bei seinen Vorhersagen der Kurzwellen-Ausbreitung erfolgreich anwandte.
1947 lehnte er einen Ruf nach Berlin ab, da einige Familienmitglieder Opfer der Shoah geworden waren. 1958 folgte er jedoch auf Initiative Willy Hartners einem Ruf an die Universität Frankfurt am Main. Gleissberg wurde Honorarprofessor für Astronomie als Nachfolger von Karl Schiller, erhielt jedoch keinen eigenen Lehrstuhl; seine Besoldung erfolgte aus Bundesmitteln im Rahmen der Wiedergutmachungspolitik nach dem Zweiten Weltkrieg. Von 1960 bis zu seiner Emeritierung 1977 leitete er das Astronomische Institut am Institut für Angewandte Physik der Universität Frankfurt. 1974 hielt er den Festvortrag zum 150-jährigen Jubiläum des Physikalischen Vereins.
Gleissberg war seit 1934 verheiratet mit Charlotte geb. Michael. Ihre Tochter Ingrid wurde 1938 geboren. Er engagierte sich vielfach ehrenamtlich, unter anderem in der evangelischen Gemeinde in Istanbul sowie als SPD-Mitglied (ab 1958) in der Kommunalpolitik an seinem Wohnort Oberstedten. 1974 wurde er zum Ehrenmitglied des Physikalischen Vereins ernannt, 1981 zum Ehrendoktor der Universität Istanbul.